# Eleições gerais na Bolívia em 1997
As eleições gerais bolivianas de 1997 foram realizadas no domingo, 1º de junho de 1997. Como nenhum candidato obteve mais da metade dos votos, o Congresso Nacional decidiu entre os candidatos com maior número de votos. Hugo Banzer Suárez foi eleito presidente.
No legislativo (Câmara da Bolívia), houve eleições para a Câmara dos Deputados (Casa Baixa) e para a Câmara dos Senadores (Casa Alta).
Para a Casa Baixa, os partidos que elegeram representantes foram: Ação Democrática Nacionalista (ADN), com 32 parlamentares; Consciência da Pátria (CONDEPA), com 19 parlamentares; Movimento de Esquerda Revolucionária (MIR), com 23 parlamentares; Movimento Nacionalista Revolucionário (MNR), com 26 parlamentares; Unidade Cívica Solidária (UCS), com 21 parlamentares; Esquerda Unida (IU), com 4 parlamentares, e; Movimento Bolívia Livre (MBL), com 5 parlamentares.
Para a Casa Alta, os partidos que elegeram representantes foram: Ação Democrática Nacionalista (ADN), com 11 parlamentares; Consciência da Pátria (CONDEPA), com 3 parlamentares; Movimento de Esquerda Revolucionária (MIR), com 7 parlamentares; Movimento Nacionalista Revolucionário (MNR), com 4 parlamentares, e; Unidade Cívica Solidária (UCS), com 2 parlamentares.